# Aulostomus strigosus
Aulostomus strigosus — вид іглицеподібних риб родини Aulostomidae. Зустрічається у прибережних водах у Східній Атлантиці від Мавританії до Намібії. Цей рибоїдний хижак виростає до 65 см завдовжки.